# Distretto di Yuracyacu
Il distretto di Yuracyacu è uno dei nove distretti  della provincia di Rioja, in Perù. Si trova nella regione di San Martín e si estende su una superficie di 13,74 chilometri quadrati.

Istituito il 9 dicembre 1935, ha per capitale la città di Yuracyacu; al censimento 2005 contava 4.702 abitanti.